# Багазинский сельсовет
Багазинский сельсове́т — упразднённая в 2008 году административно-территориальная единица и сельское поселение (тип муниципального образования) в составе Караидельского района. Почтовый индекс — 452385. Код ОКАТО — 80234808000. Объединён с сельским поселением Караидельский сельсовет.

## Состав сельсовета
деревня Старые Багазы — административный центр, деревни Давлятовка, Зинатовка, Уразбахты, Чапаш

## География
Протекает р. Уфа.

## Работа
Кашкинское лесничество Аскинского лесхоза, Караидельское лесничество Караидельского лесхоза.

## История
Закон Республики Башкортостан от 19.11.2008 N 49-з «Об изменениях в административно-территориальном устройстве Республики Башкортостан в связи с объединением отдельных сельсоветов и передачей населённых пунктов», ст.1 гласил:

 "Внести следующие изменения в административно-территориальное устройство Республики Башкортостан:
 27) по Караидельскому району:

 а) объединить Караидельский и Багазинский сельсоветы с сохранением наименования «Караидельский» с административным центром в селе Караидель.
Включить деревни Старые Багазы, Давлятовка, Зинатовка, Уразбахты, Чапаш Багазинского сельсовета в состав Караидельского сельсовета.

Утвердить границы Караидельского сельсовета согласно представленной схематической карте.

Исключить из учётных данных Багазинский сельсовет

## Географическое положение
На 2008 год граничил с Аскинского район, с муниципальными образованиями: Новомуллакаевский сельсовет, Караидельский сельсовет, Староакбуляковский сельсовет («Закон Республики Башкортостан от 17.12.2004 N 126-з (ред. от 19.11.2008) „О границах, статусе и административных центрах муниципальных образований в Республике Башкортостан“»).